# Core Image
Core Image är ett mjukvarubibliotek i Mac OS. Det är till för att underlätta jobbet för programmerare när de skriver program och spel. Det är en samling förprogrammerad kod som kan anropas via en mycket kort och enkel kod.
I Mac OS X 10.4 ("Tiger") finns "kort-kommandon" för en massa grafiska redigeringar.
Några av dem är:
- Olika typer av oskärpa
- Olika filter för att ändra bilders utseende; färger, gamma, m.m.
- Färgfilter såsom Sepia, Monochrom, falska färger m.m.
- Filter för bättre skärpa
- Filter för att lägga till levande ljussken m.m.

Kort sagt är Core Image en samling med effekter för bilder som kan användas direkt i program och spel.